# 클랙턴 (영국 의회 선거구)
클랙턴 (Claction)은 잉글랜드 동남부 에식스주에 위치한 영국 의회의 선거구이다. 2024년부터 영국 개혁당의 나이절 패라지가 지역구 의원을 맡고 있다. 선거구의 명칭은 해안가의 마을인 클랙턴 시에서 유래하였다.

## 지역 정보
잉글랜드 동남부 에식스주에 위치한 클랙턴은 북해와 완전히 맞닿는 지역구로 클랙턴온시, 프린턴온시, 월턴온더네이즈 등 텐드링 반도를 따라 조성된 해변가 휴양지가 주를 이루고 있다. 내륙 쪽으로 경계를 맞닿는 선거구는 하리치 노스에식스가 유일하다.
도싯주의 크라이스트처치 선거구처럼 클랙턴의 유권자는 은퇴한 고령층의 비율이 많고 백인이 대다수를 이루고 있다. 주민 연령대도 영국에서 가장 높은 수준이다. 특히 이스트런던의 바킹이나 대거넘 등의 다문화 지역에서 건너온 백인 가정이 상당히 유입되어 왔기에 '리틀 대거넘' (Little Dagenham)이란 별명으로도 알려져 있다.
지역구 관할구역 가운데 제이윅 (Jaywick)은 2010년 낙후지수와 2015년 낙후지수 조사 당시 잉글랜드에서 가장 낙후된 지역으로 꼽혔으며, 전체 주민 3만 2000명 가운데 실업자의 비율이 50%에 달하는 것으로 조사되었다. 특히 제대로 지어진 주택이 아닌 해변가에 지어진 가건물에 거주하는 가정이 많았으며 기초 편의시설도 부족한 것으로 드러났다. 2018년에는 유엔 빈곤 특별조사관인 필립 앨스턴 (Philip Alston)이 방문하여 극심한 빈곤을 겪는 원인의 조사에 나서기도 하였으며, 2019년에도 영국에서 가장 낙후된 지역으로 선정되었다.
일렉토럴 캘큘러스는 클랙턴 지역구에 대한 기본정보에서 지역민들이 경제 면에서 보수적이며 브렉시트에 강력한 지지를 갖고 있고, 민족주의 성향도 상당하며 사회현안에 대해서도 보수적인 '우파 우세' (strong right)로 분류하였다. 클랙턴은 영국 내 다른 지역구와 비교했을 때 고용, 소득, 교육 면에서 몹시 낙후된 곳으로 드러났으며, 유권자의 64%가 빈곤층으로 조사되었다. 이 외에도 영국 정부의 노동자 통계에 따르면 클랙턴에서 경제활동을 하지 않는 주민의 비율은 46.8%로 영국 평균치인 21.7%의 두 배 이상으로 조사됐다.

## 역사
옛날 에식스주의 로체스터 주교 관할구역과 피터 사유지 (Petre estates)의 관할구역에 해당되었으며 2010년 영국 총선을 앞두고 실시된 잉글랜드 구획위원회의 선거구 개편으로 신설되었다. 기존의 하리치 선거구에서 하리치 마을과 주변 일대를 지역을 다른 지역구에 넘기는 식으로 신설되었다.
하리치 지역구 의원으로 있던 보수당의 더글라스 카스웰 의원은 2010년 총선에서 클랙턴 지역구 의원으로 당선되었다. 2014년 8월 카스웰 의원이 극우정당인 영국독립당 (UKIP)으로 탈당을 선언하면서 재보궐선거를 실시하게 되었으며 여기서도 1위에 올라 영국 독립당 최초의 당선자가 되었다. 나이절 패라지 당시 영국 독립당 대표는 클랙턴 재보궐선거 결과가 영국 정치를 뒤흔들었다고 평가했다. 카스웰 의원은 2015년 총선에서도 연임에 성공하였으며 당시 총선에서 영국 독립당 후보가 당선된 유일한 지역구로 남았다. 이후 2017년 3월 카스웰 의원은 영국 독립당을 탈당하고 무소속이 되었으며 2017년 총선에는 불출마를 선언하였다. 해당 총선에서는 보수당의 길스 와틀링이 당선되었다.
2019년 총선에서 길스 와틀링 의원은 과반득표수 24,702표의 압도적인 지지와 함께 재선에 성공했다. 이는 지난 총선보다 득표율이 11.1% 증가한 수준이다. 2024년 총선에서는 영국 개혁당의 선거운동 대표를 맡은 나이절 패라지가 클랙턴 지역구 후보로 나서게 되었다. 2024년 6월 19일 발표된 유고브 여론조사에서는 패라지 후보가 와틀링 현 의원을 이길 것으로 예측되었으며, 개표 결과 패라지 후보가 46.2%의 득표율로 승리했다.

## 관할 구역

### 2010년~2024년
클랙턴 지역구의 관할구역은 다음과 같다.
- 2010년~2024년: 텐드링구의 앨턴파크, 보먼트 소프, 보킹스엘름, 버스빌, 프린턴, 골프그린, 햄퍼드, 헤이븐, 홀랜드 커비, 홈랜즈, 리틀클랙턴 윌리, 피어, 러시그린, 세인트바톨로뮤스, 세인트제임스, 세인트존스, 세인트메리스, 세인트오시스, 포인트클리어, 세인트폴스 월튼[14]
- 2024년~현재: 텐드링구 블루하우스, 버스빌, 캔홀, 코핀스, 이스트클리프, 프린턴, 홈랜즈, 커비크로스, 커비르소큰 햄퍼드, 리틀클랙턴, 피어, 세인트바톨로뮤스, 세인트제임스, 세인트존스, 세인트오시스, 세인트폴스, 더벤틀리스 프래팅, 더오클리스 윅스, 소프, 보먼트 그레이트홀랜드, 월튼, 윌리 텐드링, 웨스트클랙턴 제이윅샌즈

2010년 신설 당시 하리치 지역구에서 하리치 마을과 인근 구역, 그리고 과거 노스에식스 지역구에서 받아온 세인트오시스와 윌리 등을 다른 지역구로 넘기는 방식으로 신설되었다.
2023년 웨스트민스터 선거구 정기심의 결과 하리치 노스에식스에서 일부 관할구역을 받아오는 식으로 경계조정이 이루어졌으며 2024년 영국 총선부터 새로운 관할구역이 적용되었다.

## 역대 국회의원
2010년 영국 총선 이전의 국회의원은 하리치 지역구 문서를 참고.
| 선거 | 선거          | 의원            | 정당       |
| ---- | ------------- | --------------- | ---------- |
|      | 2010년        | 더글라스 카스웰 | 보수당     |
|      | 2014년 재보궐 | 더글라스 카스웰 | 영국독립당 |
|      | 2017년        | 더글라스 카스웰 | 무소속     |
|      | 2017년        | 길스 와틀링     | 보수당     |
|      | 2024년        | 나이절 패라지   | 영국개혁당 |

## 역대 선거 결과

### 2020년대
|  | 46.2% |

|  | 27.9% |

|  | 16.2% |

|  | 4.4% |

|  | 4.2% |

|  | 0.7% |

|  | 0.3% |

|  | 0.1% |

|  | 0.1% |

당초 개혁영국당 후보로 토니 맥이 공천될 것으로 알려졌으나 6월 3일 나이절 패라지 당대표가 후보로 출마하는 것으로 교체되었다. 토니 맥은 당의 공천결정에 불복하고 무소속으로 출마하겠다고 밝혔다.

### 2010년대
|  | 72.3% |

|  | 15.5% |

|  | 5.8% |

|  | 2.8% |

|  | 2.5% |

|  | 0.6% |

|  | 0.5% |

|  | 61.2% |

|  | 25.4% |

|  | 7.6% |

|  | 2.0% |

|  | 1.6% |

|  | 1.0% |

|  | 0.7% |

|  | 0.5% |

|  | 44.4% |

|  | 36.7% |

|  | 14.4% |

|  | 2.7% |

|  | 1.8% |

|  | 59.7% |

|  | 24.6% |

|  | 11.2% |

|  | 1.9% |

|  | 1.3% |

|  | 0.6% |

|  | 0.4% |

|  | 0.2% |

|  | 53.0% |

|  | 25.0% |

|  | 12.9% |

|  | 4.6% |

|  | 2.5% |

|  | 1.2% |

|  | 0.7% |

## 같이 보기
- 에식스주의 영국 의회 선거구 목록
- 텐드링